# برودی استیونز
برودی استیونز (به انگلیسی: Brody Stevens) زاده ۲۲ مهٔ ۱۹۷۰ - درگذشته ۲۲ فوریهٔ ۲۰۱۹) هنرپیشه تلویزیون و فیلم، و مجری استندآپ کمدی اهل ایالات متحده آمریکا بود.
او با دار زدن خودکشی کرد.

## فیلم‌شناسی
- آخر شب با کونان اوبراین (۱۹۹۹)
- اتک آو د شو! (۲۰۰۶)
- خماری (۲۰۰۹)
- موعد مقرر (۲۰۱۰)
- خماری: قسمت دوم (۲۰۱۱)
- کمدی بنگ! بنگ! (۲۰۱۲ - ۲۰۱۵)
- وقت ماجراجویی (۲۰۱۵)
- بابای آمریکایی! (۲۰۱۸)